# Bakerella maculata
Bakerella maculata är en insektsart som beskrevs av Crawford 1914. Bakerella maculata ingår i släktet Bakerella och familjen sporrstritar. Inga underarter finns listade i Catalogue of Life.